# Stripmusseron
Stripmusseron (Melanoleuca stridula) är en svampart som först beskrevs av Elias Fries, och fick sitt nu gällande namn av Rolf Singer 1943. Enligt Catalogue of Life ingår Stripmusseron i släktet Melanoleuca,  och familjen Tricholomataceae, men enligt Dyntaxa är tillhörigheten istället släktet Melanoleuca,  och familjen Chromocyphellaceae. Arten är reproducerande i Sverige. Inga underarter finns listade i Catalogue of Life.